# Čistka
Čistka označuje predvsem zapiranje ali ubijanje političnih nasprotnikov v času stalinizma, predvsem v Vzhodni Evropi.